# Famille Premarin
 (août 2024).
La famille Premarin est une famille patricienne de Venise, originaire d'Aquilée. Elle donna des tribuns et entra au Maggior Consiglio en 1205.

## Historique
Lorsque Negroponte fut inclus parmi les possessions de la Sérénissime, les Premarin s'y établirent. Avec la conquête ottomane de l'île en 1470, la famille passa dans la colonie de Candie, qu'elle quitta après l'arrivée des Turcs, pour revenir à Venise.
- À la chute de Negroponte, ayant eu la vie sauve, Polissenna Premarin et Beatrice Reniero se firent franciscaines et fondèrent le monastère du Saint Sépulcre, aujourd'hui disparu ;
- Reniero, général des armées, reprit Corfou ainsi que Modon et Coron en Morée concomitant à la guerre de Gênes; il fut aussi procurateur de Saint-Marc.

Les Premarin s'éteignirent au cours du XVIIIe siècle.

## Armes

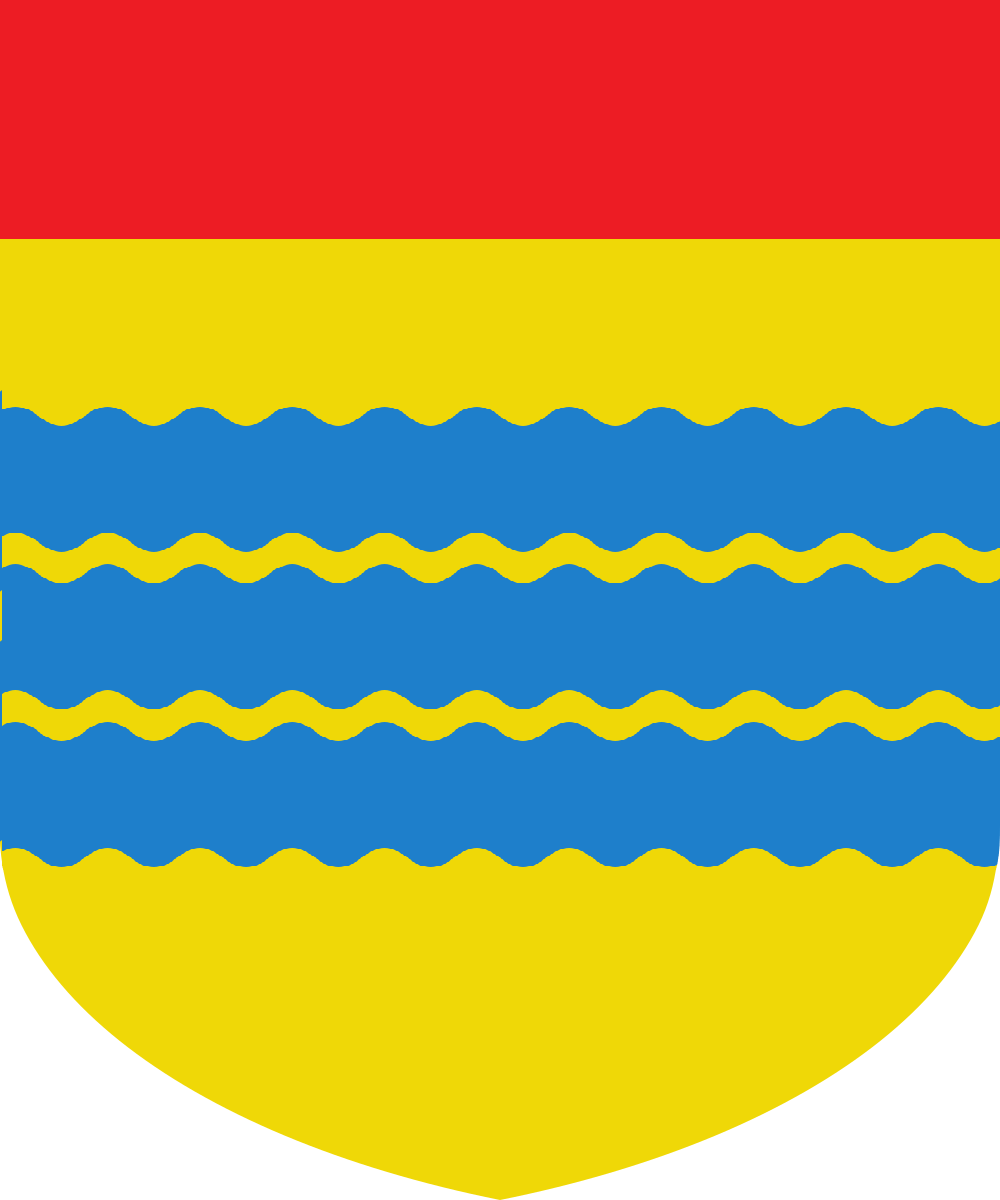
armes des Premarin

Les armes des Premarin se composent d'or à trois faces ondées d'azur sous un chef de gueules.